# Starter pack
Un Starter pack ou « kit de démarrage », est un mème Internet destiné à décrire ou à illustrer une personne, un lieu, une culture, un objet ou une opinion stéréotypés.

## Historique
Le Mème Internet du « starter pack » remonte au 27 septembre 2014, lorsqu'un utilisateur de Twitter sous le nom d'utilisateur ItsLadinaPlis a publié le « I Date Black Guys Starter Pack ». Le nom « starter pack » était à l'origine utilisé pour les ensembles d'objets à collectionner permettant de démarrer une collection. Cependant, le nom « starter kit » pour l'utilisation des mèmes remonte à 2011, avec l'utilisation des mèmes « crazy cat lady » lolcat.
Les mèmes de packs de démarrage sont désormais très populaires sur Reddit, dans le Subreddit« r/starterpacks ».

## Structure
Un pack de démarrage est généralement un ensemble de quatre images ou plus sur fond blanc. Le titre « X starterpack » (où X est remplacé par le stéréotype) est écrit en police serif noire unie. Les images sont généralement des représentations neutres de vêtements ou d'autres objets associés au stéréotype, mais peuvent également montrer des lieux, des comportements ou d'autres idées associées au stéréotype. Parfois, le texte en police serif noire unie décrit un comportement ou reprend des phrases que le stéréotype pourrait exprimer.

## Critiques
Les sterter packs sont l'objet de critiques diverses. Ils ont envahi les réseaux sociaux au printemps 2025  puis risquent de retomber comme un « feu de paille ». Fabriqué grâce à l'intelligence artificielle ils sont plus élaborés que les mèmes avec des images en relief améliorées,.